# 右手和子
右手 和子（うて かずこ、1927年2月4日 - 2011年11月17日）は、日本の女性声優、紙芝居実演家。東京都出身。舞台芸術学院卒業。東京児童歌劇団演技講師。

## 人物
父の右手悟浄も紙芝居実演家だった。
1985年に高橋五山賞特別賞を受賞。
2011年11月17日、脳梗塞のため、東京都目黒区の病院で死去、84歳没。
文民教育協会子どもの文化研究所では、和子と父の悟浄の業績を記念して、紙芝居実演家を対象とした「右手悟浄・和子賞」を設けている。

## 出演作品
※ 太字はメインキャラクター

### テレビアニメ
- 悟空の大冒険（悟空[2]）
- ピンチとパンチ

### 舞台
- アンチゴーヌ（1954年、劇団四季） - 乳母[6]

### 映画
- 九州のシンボル・宇宙戦艦 黒崎そごう誕生 建設の記録（1979年） - 解説

## 著作

### 単著
- 『紙芝居のはじまりはじまり 紙芝居の上手な演じ方』童心社 〈子どもの文化双書、1986年

### 共著
- 『紙芝居をつくる』（若林一郎・西山三郎との共著）大月書店 〈シリーズ・子どもとつくる〉、1990年3月
- 『演じてみようつくってみよう紙芝居』長野ヒデ子（編）（やべみつのりとの共著）石風社、2013年6月